# Шаабан-Канді
Шаабан-Канді (перс. شعبان‌کندی) — село в Ірані, входить до складу дехестану Південний Барандузчай у Центральному бахші шахрестану Урмія провінції Західний Азербайджан.